# Línea 8 del Metro de París
La línea 8 del metro de París era la última línea de subterráneo prevista en la apertura de la concesión de la CMP entre las estaciones de Porte d'Auteuil y Opéra. Este primer tramo se abrió en 1913. Ampliada en octubre de 2011, su nueva terminal se sitúa en Pointe du Lac.

## Historia
- 13-07-1913: apertura de la nueva línea 8 Beaugrenelle - Opéra.
- 30-09-1913: ampliación Beaugrenelle - Porte d'Auteuil.
- 30-06-1922: ampliación Opéra - Richelieu Drouot
- 05-05-1931: ampliación Richelieu Drouot - Porte de Charenton para la Exposición colonial de 1931.
- 27-07-1937: cesión del tramo Porte d'Auteuil - La Motte-Picquet-Grenelle a la línea 10 y ampliación La Motte-Piquet-Grenelle - Balard.
- 02-09-1939: cierre de la estación Champ de Mars.
- 05-10-1942: ampliación Porte de Charenton - Charenton-Écoles.
- 19-09-1970: ampliación Charenton-Écoles - Maisons-Alfort Stade.
- 27-04-1972: ampliación Maisons-Alfort Stade - Maisons-Alfort Les Juilliottes.
- 24-09-1973: ampliación Maisons-Alfort Les Juilliottes - Créteil-L'Échat.
- 10-09-1974: ampliación Créteil-L'Échat - Créteil-Préfecture. La línea 8 es así la primera que llega a una de las prefecturas de las nuevas provincias de la Isla de Francia.
- 08-10-2011: Ampliación hasta Créteil - Pointe du Lac.

### Cambios de nombre
- Wilhem > Église d'Auteuil (1921) hoy día parte de la línea 10
- Commerce > Avenue Émile Zola (1937) hoy día parte de la línea 10
- La Motte Picquet > La Motte-Picquet - Grenelle
- Rue Montmartre > Grands Boulevards (1998)
- Saint-Sébastien > Saint-Sébastien - Froissart (1932)
- Maisons-Alfort École Vétérinaire > École Vétérinaire de Maisons-Alfort (1996)

## Trazado y estaciones

### Lista de estaciones
|  |   |  | estaciones                          | municipio                              | correspondencia |
|  | - |  | ----------------------------------- | -------------------------------------- | --------------- |
|  | o |  | Balard                              | XV Distrito                            | andando         |
|  | o |  | Lourmel                             | XV Distrito                            |                 |
|  | o |  | Boucicaut                           | XV Distrito                            |                 |
|  | o |  | Félix Faure                         | XV Distrito                            |                 |
|  | o |  | Commerce                            | XV Distrito                            |                 |
|  | o |  | La Motte-Picquet - Grenelle         | XV Distrito                            |                 |
|  | o |  | École Militaire                     | VII Distrito                           |                 |
|  | o |  | La Tour-Maubourg                    | VII Distrito                           |                 |
|  | o |  | Invalides                           | VII Distrito                           |                 |
|  | o |  | Concorde                            | I Distrito, VIII Distrito              |                 |
|  | o |  | Madeleine                           | VIII Distrito                          |                 |
|  | o |  | Opéra                               | II Distrito, IX Distrito               | Roissybus       |
|  | o |  | Richelieu - Drouot                  | II Distrito, IX Distrito               |                 |
|  | o |  | Grands Boulevards                   | II Distrito, IX Distrito               |                 |
|  | o |  | Bonne Nouvelle                      | II Distrito, IX Distrito, X Distrito   |                 |
|  | o |  | Strasbourg - Saint-Denis            | II Distrito, III Distrito, X Distrito  |                 |
|  | o |  | République                          | III Distrito, X Distrito, XI Distrito  |                 |
|  | o |  | Filles du Calvaire                  | III Distrito, XI Distrito              |                 |
|  | o |  | Saint-Sébastien - Froissart         | III Distrito, XI Distrito              |                 |
|  | o |  | Chemin Vert                         | III Distrito, XI Distrito              |                 |
|  | o |  | Bastille                            | IV Distrito, XI Distrito, XII Distrito |                 |
|  | o |  | Ledru-Rollin                        | XI Distrito, XII Distrito              |                 |
|  | o |  | Faidherbe - Chaligny                | XI Distrito, XII Distrito              |                 |
|  | o |  | Reuilly - Diderot                   | XII Distrito                           |                 |
|  | o |  | Montgallet                          | XII Distrito                           |                 |
|  | o |  | Daumesnil                           | XII Distrito                           |                 |
|  | o |  | Michel Bizot                        | XII Distrito                           |                 |
|  | o |  | Porte Dorée                         | XII Distrito                           |                 |
|  | o |  | Porte de Charenton                  | XII Distrito                           |                 |
|  | o |  | Liberté                             | Charenton-le-Pont                      |                 |
|  | o |  | Charenton - Écoles                  | Charenton-le-Pont                      |                 |
|  | o |  | École Vétérinaire de Maisons-Alfort | Maisons-Alfort                         |                 |
|  | o |  | Maisons-Alfort - Stade              | Maisons-Alfort                         |                 |
|  | o |  | Maisons-Alfort - Les Juilliottes    | Maisons-Alfort                         |                 |
|  | o |  | Créteil - L'Échat                   | Créteil                                | (proyecto)      |
|  | o |  | Créteil - Université                | Créteil                                |                 |
|  | o |  | Créteil - Préfecture                | Créteil                                |                 |
|  | o |  | Pointe du Lac                       | Créteil                                | 393             |

### Particularidades
- Así como la línea acaba al oeste en el límite de París, al este sale de la ciudad y da servicio a los municipios de Charenton-le-Pont, Maisons-Alfort y Créteil.
- Circula en superficie entre Créteil-L'Échat y Créteil-Préfecture.
- Es la segunda línea más larga tras la línea 13, si bien de punta a punta es más larga porque no está ramificada.
- Es la única línea que atraviesa los ríos Marne (sobre un puente entre Charenton-Écoles y École Vétérinaire de Maisons-Alfort) y Sena (subterráneo entre Concorde e Invalides).
- Existen cocheras centrales al este de la estación de République, con un túnel de 4 vías que se usa para trenes de la línea 8 o 9 que acceden a través de los enlaces situados al oeste de la estación.
- Desde el verano de 2006, la línea está equipada con el sistema SIEL, que indica el tiempo de espera para los próximos dos trenes.
- La estación Commerce, situada bajo la calle homónima, tiene los andenes desfasados por la estrechez de la calle bajo la cual se ubica.

### Talleres y cocheras
El material móvil de la línea 8 se guarda y mantiene en las cocheras de Javel, en el distrito 15º de París, unidas a la línea por un túnel de enlace que parte del extremo norte de la estación de Lourmel en la vía dirección Créteil. La estación de Lourmel tiene una tercera vía a lo largo del andén dirección Créteil que sirve de origen al túnel de enlace a cocheras.

### Enlaces
- Con la línea 10: entre École Militaire y La Motte-Picquet - Grenelle en la vía dirección Balard, en punta, a la salida de la estación clausurada de Champ de Mars.
- Con la línea 13: dos enlaces, en el complejo de Invalides, uno entre Invalides y Concorde en la vía dirección Créteil en talón, inútil ahora que se ha transformado en salas de recepción, y otro a la entrada de La Tour-Maubourg en la vía dirección Balard en talón.
- Con la línea 1: a la salida de Concorde dirección Balard en punta.
- Con la línea 5: entre République y Strasbourg - Saint-Denis en talón a la entrada de la estación fantasma de Saint-Martin en dirección Balard.
- Con la línea 9: en dos puntos entre Strasbourg-Saint Denis y République en ambas vías en forma de diagonales o bretelles.
- Con la línea 6: entre Daumesnil y Montgallet en la vía dirección Balard en talón.

- Datos: Q50751
- Multimedia: Paris Métro Line 8 / Q50751